# JETGO Australia
 (octobre 2020).
JETGO Australia est une ancienne compagnie aérienne régionale et une compagnie d'affrètement aérien basée à Eagle Farm, dans le Queensland, près de l'aéroport de Brisbane.
La compagnie aérienne exploitait des services de passagers domestiques réguliers dans les États de l'est de l'Australie, qui avait été suspendue lorsque la compagnie avait été placée sous administration volontaire le 1er juin 2018. Elle offrait également des services charters, en particulier des opérations de vol aller-retour (FIFO) à l'appui les secteurs minier et des ressources.
JETGO exploitait une flotte de jets régionaux Embraer, d'une capacité de 36 à 50 passagers.

## Flotte
Au 1er juin 2018, la flotte JETGO se compose des avions suivants:
- 2 Embraer ERJ 135LR
- 1 Embraer ERJ 140LR
- 2 Embraer ERJ 145LR
- 0 Embraer 190